# Matteo Bortolotti
Matteo Bortolotti (Bologna, 10 dicembre 1980) è uno scrittore italiano.

## Biografia
Ha cominciato a 20 anni la sua attività di scrittore, diventando poi col tempo sceneggiatore, e story-editor per case editrici come Mondadori e Mondadori Ragazzi, e per produzioni cinema come Emme Produzioni e Nauta FILM.
È stato uno dei fondatori di Story First, società che si occupa di storie per il cinema, la televisione e l'editoria; una delle prime che in Italia si occupa di narrativa su diversi media.
Come scrittore, dopo l'esordio come finalista del Premio Tedeschi, ha pubblicato il suo primo romanzo Questo è il mio sangue con Colorado Noir-Mondadori e ha partecipato a diverse antologie, tra cui:
Enokiller (Morganti Editori) col racconto Io sono vino
Caffékiller (Morganti Editori) col racconto Esterno Lomax
Il ritorno del Duca (Garzanti) col racconto Temendo l'inverno imminente che ha per protagonista Duca Lamberti, celebre personaggio di Giorgio Scerbanenco
Anime nere reloaded(Mondadori) col racconto Mutilato
Sangue corsaro nelle vene, antologia copyleft dedicata a Emilio Salgari.
Dal 2004 è il segretario dell'Associazione Scrittori Bologna presieduta da Carlo Lucarelli, col quale ha lavorato alla serie TV L'ispettore Coliandro (Rai 2).
È autore e sceneggiatore del cortometraggio Lacrime nere diretto da Max Croci, prodotto da Movieandarts in collaborazione con Story First per Sky.
Nel 2012 ha pubblicato il romanzo Il mistero della loggia perduta il cui protagonista è se stesso. Scegliendo di essere un personaggio del libro, Bortolotti ha dichiarato "ho preso alcuni miei difetti e li ho amplificati disegnando un fumetto di me stesso, un fumetto che in alcuni casi ha molto di realistico. L'ho fatto per sparlare di me, del mio mondo, degli scrittori italiani, della nostra società."
È inoltre autore di alcuni volumi sotto pseudonimo.

## Opere (a suo nome)
- Questo è il mio sangue, romanzo, Milano, Colorado Noir/Mondadori 2005. ISBN 978-88-04-55028-0
- Emilia Romagna misteriosa, saggio, Roma, Castelvecchi 2010. ISBN 978-88-7615-404-1
- Il mistero della loggia perduta, romanzo, Pisa, Felici 2012. ISBN 978-88-6019-593-7
- Il clan dei camorristi (a cura di), romanzo/adattamento, Milano, Fivestore Mediaset 2013. ISBN 978-88-97453-81-9
- L'ora nera, romanzo, Milano, Novecento 2014. ISBN 978-88-95411-55-2
- Il talento di Bartolo Matteotti, romanzo 2019, ISBN 978-1072177975
- Romanzo Comunale, romanzo 2019
- La morte è uguale per tutti, romanzo, Pendragon, 2020

## Premi e riconoscimenti
- 2004, finalista al Premio Tedeschi per il romanzo Questo è il mio sangue.
- 2008, Premio Amicizia al Serravalle Noir.
- 2010, selezione David di Donatello per il cortometraggio Lacrime nere.
- 2012, Premio Carver per il romanzo Il mistero della loggia perduta.
- 2015, finalista al Premio Fedeli con il romanzo con L'ora nera